# 1. tujski konjeniški polk
1. tujski konjeniški polk (izvirno francosko 1er Régiment étranger de cavalerie; kratica: 1er REC) je edini oklepni polk Francoske tujske legije, ki je v sestavi 6. lahke oklepne brigade.

## Organizacija
- Poveljniško-logistični skvadron
- Administrativno-podporni skvadron
- 1. bojni skvadron

- Poveljniška skupina
- 4x bojna skupina

- 2. bojni skvadron
- 3. bojni skvadron
- 5. bojni skvadron
- Izvidniško-lahki skvadron

## Poveljniki
| - Polkovnik Perret (1921–1922) - Podpolkovnik Sala (1922–1923) - Polkovnik Maurel (1923–1925) - Polkovnik Sala (1925–1931) - Polkovnik Burnol (1931–1932) - Polkovnik Bonnefous (1932–1935) - Polkovnik Berger (1935–1940) - Polkovnik Levavasseur (1940–1943) - Polkovnik Miquel (1943–1945) - Major Lennuyeux (1945) - Polkovnik Robert (1945–1946) - Podpolkovnik Marion (1946–1948) - Podpolkovnik Doré (1948–1949) - Podpolkovnik de Battisti (1949–1951) - Podpolkovnik Royer (1951–1952) - Podpolkovnik Deluc (1952–1953) - Podpolkovnik Hardoin (1953–1954) - Podpolkovnik Coussaud de Massignac (1954–1956) - Major Ogier de Baulny (1956) - Podpolkovnik Spitzer (1956–1958) - Podpolkovnik de Blignères (1958–1960) - Podpolkovnik de la Chapelle (1960–1961) - Podpolkovnik Barazer de Lannurien (1961–1962) - Podpolkovnik de Monplanet (1962–1963) - Podpolkovnik de Froissard de Broissia (1963–1965) - Podpolkovnik Ansoborlo (1965–1967) | - Podpolkovnik Bart (1967–1969) - Podpolkovnik Caillard d'Aillières (1969–1971) - Podpolkovnik Fesneau (1971–1973) - Podpolkovnik Lorho (1973–1975) - Podpolkovnik Devouges (1975–1977) - Podpolkovnik Le Corre (1977–1979) - Podpolkovnik Audemard d'Alançon (1979–1981) - Podpolkovnik de la Presle (1981–1983) - Podpolkovnik Ansart de Lessan (1983–1985) - Polkovnik Belloir (1985–1987) - Polkovnik Badie (1987–1989) - Polkovnik Ivanoff (1989–1991) - Polkovnik Yves de Kermabon (1991–1993) - Polkovnik Franceschi (1993–1995) - Polkovnik H. Clément-Bollée (1995–1997) - Polkovnik Colas des Francs (1997–1999) - Polkovnik B. Clément-Bollée (1999–2001) - Polkovnik Yakovlev (2001–2003) - Polkovnik de Saint-Chamas (2003–2005) | - Polkovnik Windeck (2005–2007) - Polkovnik Dupont (2007–2009) - Polkovnik Gilles Jaron (2009–2011) - Polkovnik Jean-Christophe Béchon (2011–2013) - Polkovnik Rémi Bouzereau (2013–2015) - Polkovnik Valentin Selier (2015–2017) - Polkovnik Olivier Baudet (2017–2019) - Polkovnik Meunier (2019–2021) - Polkovnik Leinukugel Le Cocq (2021–2023) - Polkovnik Dias (2023–danes) |